# گمینا چویژوته
گمینا چویژوته (به لهستانی:  Gmina Dźwierzuty) یک گمینا در لهستان است که در شهرستان شچتنو واقع شده‌است. گمینا چویژوته ۲۶۳٫۳۵ کیلومتر مربع مساحت و ۶٬۶۳۱ نفر جمعیت دارد.